# Fast RMX
Fast RMX (stylisé FAST RMX) est un jeu vidéo de course futuriste développé et édité par Shin'en Multimedia, sorti en 2017 sur Nintendo Switch. Le jeu reprend tous les circuits et le contenu additionnel de Fast Racing Neo, plus six circuits inédits. Lors de la mise à jour du 13 septembre 2017, six nouveaux circuits sont ajoutés gratuitement, montant le nombre de circuits disponibles à 36.

## Système de jeu
Le jeu propose de conduire des bolides de course nouvelle génération dans un univers futuriste. On peut passer de couleur bleue à orange pour accélérer sur les endroits correspondants à la couleur.

## Accueil

### Critiques
- Canard PC : 8/10[1]
- Gamekult : 7/10[2]
- Gameblog : 8/10[3]
- IGN France : 7,4/10[4]

### Ventes
Selon Manfred Linzner, le directeur de Shin'en Multimedia, le jeu s'est écoulé à environ 100 000 unités six mois après sa parution.